# Голосящий КиВиН 2000
«Голося́щий КиВи́Н 2000» — шестой музыкальный фестиваль команд КВН, проходивший в Юрмале в конце июля 2000 года. Творческая тема фестиваля — «В городском саду играет…». 
Фестиваль прошёл в концертном зале «Дзинтари» и состоял из двух игровых дней:
- 28 июля — генеральная репетиция.
- 29 июля — гала-концерт с участием жюри. В этот день проходила телевизионная запись игры, определились призёры и победители фестиваля, были вручены награды.

Оба концерта проходили в присутствии зрителей.

## Команды
Участие в фестивале «Голосящий КиВиН 2000» в Юрмале приняли 17 команд КВН. Тринадцать команд представили полноформатные выступления (то есть, выступления, которые претендуют на награды фестиваля), а четыре — «Амигос» (Рига), «Харьковские менты», рязанский «Чернокнижник» и Сборная Донецка выступили в так называемом «блоке» (то есть с короткими внеконкурсными выступлениями). В телеверсию фестиваля попали тринадцать команд (за рамками телепередачи остались выступления всех команд из блока).
| Название                 | Город             | Страна   | Примечание                                                  |
| ------------------------ | ----------------- | -------- | ----------------------------------------------------------- |
| 95-й квартал             | Кривой Рог        | Украина  |                                                             |
| Амигос                   | Рига              | Латвия   | Внеконкурсное выступление. Не попали в телеверсию фестиваля |
| Бауманка                 | Москва            | Россия   |                                                             |
| БГУ                      | Минск             | Беларусь |                                                             |
| Девчонки из Житомира     | Житомир           | Украина  |                                                             |
| Новые армяне             | Ереван            | Армения  |                                                             |
| Сборная Владивостока     | Владивосток       | Россия   |                                                             |
| Сборная Донецка          | Донецк            | Украина  | Внеконкурсное выступление. Не попали в телеверсию фестиваля |
| Сборная Санкт-Петербурга | Санкт-Петербург   | Россия   |                                                             |
| Сибирские сибиряки       | Новосибирск/Томск | Россия   |                                                             |
| ТГУ                      | Тбилиси           | Грузия   |                                                             |
| Три толстяка             | Хмельницкий       | Украина  |                                                             |
| Утомлённые солнцем       | Сочи              | Россия   |                                                             |
| Харьковские менты        | Харьков           | Украина  | Внеконкурсное выступление. Не попали в телеверсию фестиваля |
| Чернокнижник             | Рязань            | Россия   | Внеконкурсное выступление. Не попали в телеверсию фестиваля |
| Четыре татарина          | Казань            | Россия   |                                                             |
| ЧП                       | Минск             | Беларусь |                                                             |

## Жюри
| ФИО              | Примечание                                                  |
| ---------------- | ----------------------------------------------------------- |
| Лайма Вайкуле    | Вместе с Игорем Верником вручала приз «КиВиН в тёмном»      |
| Игорь Верник     | Вместе с Лаймой Вайкуле вручал приз «КиВиН в тёмном»        |
| Марк Дубовский   | Вручал приз «КиВиН в светлом»                               |
| Ивар Калныньш    | Покинул жюри в ходе фестиваля                               |
| Борис Краснов    | Вручал «Спецприз» за артистичность и художественные задумки |
| Леонид Якубович  | Вручал «Спецприз» за злободневность                         |
| Леонид Ярмольник | Вручал приз «КиВиН в золотом»                               |

## Награды

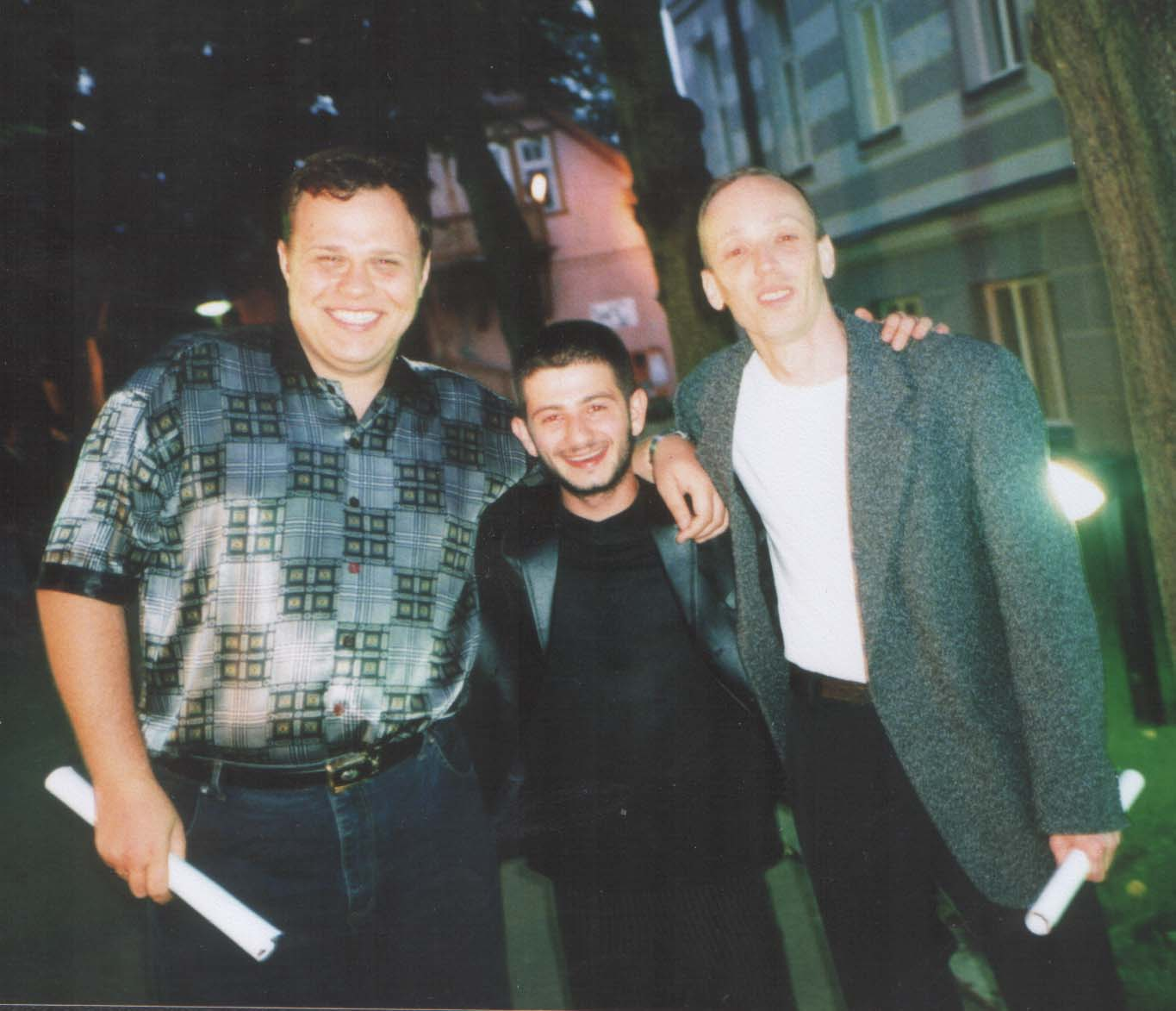
«Голосящий КиВиН».
В центре — Михаил Галустян (Утомлённые солнцем).
Юрмала, июль 2000 года

- «КиВиН в золотом» (за 1 место) — Сибирские сибиряки
- «КиВиН в светлом» (за 2 место) — 95 квартал
- «КиВиН в тёмном» (за 3 место) — ТГУ
- Спецприз «Малый КиВиН» (за 4-5 место) — Утомлённые солнцем (с формулировкой «за артистичность и художественные задумки»)
- Спецприз «Малый КиВиН» (за 4-5 место) — Сборная Санкт-Петербурга (с формулировкой «за злободневность»)
- «Президентский КиВиН» (специальный приз от Александра Маслякова) — Новые армяне

## Интересные факты
- Исходя из творческой темы фестиваля «В городском саду играет…» жюри было представлено как «дирекция городского парка имени Юрмалы», а телевизионная версия начиналась с видео-зарисовки, в которой самые популярные КВНщики участвовавших в фестивале команд сымитировали исполнение композиции «В городском саду играет духовой оркестр».
- Команда «Сибирские сибиряки», завоевавшая главный приз, была специально создана к этому фестивалю путём объединения новосибирской команды НГУ и томской команды «Дети лейтенанта Шмидта». Однако, на тот момент многие отождествляли эту команду с «Детьми лейтенанта Шмидта», так как актёрский состав «Сибирских сибиряков» состоял преимущественно из членов команды «Дети лейтенанта Шмидта» и выступали «СибСибы» в шарфиках, полосатых рубашках и кепках — форме томской команды[2].
- Выступления команд, выступавших вне конкурса, не были показаны в эфире Первого канала, но были показаны в повторе на телеканале «Время»[источник не указан 4816 дней].

## Творческая группа
Фестиваль организован телевизионным творческим объединением АМиК.
- Ведущий — Александр Васильевич Масляков
- Режиссёр — Светлана Маслякова
- Редакторы — Андрей Чивурин, Михаил Марфин